# Rip Torn
Pour les articles homonymes, voir Torn.
Elmore Rual Torn Jr., dit Rip Torn, né le 6 février 1931 à Temple, Texas (États-Unis) et mort le 9 juillet 2019 à Lakeville, Connecticut (États-Unis) est un acteur américain.
Il est connu du grand public pour son rôle du directeur Z dans la saga Men in Black, mais aussi pour sa participation à la série télévisée The Larry Sanders Show de 1992 à 1998.
Il est le cousin de la comédienne Sissy Spacek.

## Biographie

### Jeunesse et études
Rip Torn est scolarisé à Taylor, dans le Texas, avant d'entamer des études d'acteur à l'université du Texas. Après l'obtention de son diplôme, il s'engage dans la police militaire de l'armée des États-Unis.

### Carrière d'acteur
Torn déménage à Hollywood puis obtient son premier rôle au cinéma en 1956, dans le film Baby Doll, bien qu'il ne soit pas crédité au générique. Il apparaît également dans dix pièces de théâtre à Broadway, la première en 1959, étant également à la direction d'une. Il gagne en notoriété en 1965 avec son rôle dans le film Le Kid de Cincinnati, dans lequel joue Steve McQueen. Torn interprète un millionnaire de La Nouvelle-Orléans aux pratiques corrompues.
En 1976, il partage l'affiche avec David Bowie dans le long-métrage L'Homme qui venait d'ailleurs. Il apparaît également dans Marjorie, rôle pour lequel il est nommé à l'Oscar du meilleur acteur dans un second rôle, en 1983.
Torn réalise son premier film, Allô, je craque (The Telephone), en 1988, avec Whoopi Goldberg dans le rôle principal. Il atteint la célébrité mondiale lorsqu'il joue le directeur de l'organisation des hommes en noir dans Men in Black de Barry Sonnenfeld en 1997, un rôle qu'il reprend dans Men in Black 2 en 2002. Il participe également à la série télévisée humoristique The Larry Sanders Show, dans laquelle il interprète Artie, ce qui lui vaut le Primetime Emmy Award du meilleur acteur dans un second rôle dans une série télévisée comique en 1996.

## Filmographie

### Acteur

#### Cinéma
- 1956 : Baby Doll (La poupée de chair) de Elia Kazan
- 1957 : A Face in the Crowd (Un homme dans la foule) de Elia Kazan
- 1957 : Time Limit (La chute des héros) de Karl Malden
- 1959 : Pork Chop Hill (La gloire et la peur) de Lewis Milestone
- 1961 : Le Roi des rois
- 1962 : Doux oiseau de jeunesse (Sweet Bird of Youth) de Richard Brooks
- 1962 : Hero's Island (L'île de la violence) de Leslie Stevens
- 1963 : Ma femme est sans critique (Critic's Choice) de Don Weis
- 1965 : Le Kid de Cincinnati de Norman Jewison
- 1967 : Le sable était rouge de Cornel Wilde
- 1969 : Coming Apart (en) de Milton Moses Ginsberg
- 1970 : Tropique du Cancer (Tropic of Cancer) de Joseph Strick
- 1972 : Massacre (Slaughter) de Jack Starrett
- 1973 : Payday de Daryl Duke
- 1976 : L'Homme qui venait d'ailleurs de Nicolas Roeg
- 1977 : The Private Files of J. Edgar Hoover de Larry Cohen : Dwight Webb
- 1977 : Drôles de manières (Nasty Habits) de Michael Lindsay-Hogg
- 1978 : Morts suspectes, de Michael Crichton
- 1979 : Heartland de Richard Pearce
- 1982 : Y a-t-il enfin un pilote dans l'avion ? de Ken Finkleman
- 1982 : Dar l'Invincible (The Beastmaster) de Don Coscarelli
- 1983 : Marjorie (Cross Creek) de Martin Ritt
- 1984 : Besoin d'amour (Misunderstood) de Jerry Schatzberg :
- 1984 : Haut les flingues ! de Richard Benjamin
- 1984 : Flashpoint de William Tannen
- 1984 : Songwriter, d'Alan Rudolph : Dino McLeich
- 1985 : Les Chester en Floride (Summer Rental) de Carl Reiner
- 1987 : Nadine de Robert Benton
- 1987 : Extrême Préjudice de Walter Hill
- 1989 : Silence Like Glass (Zwei Frauen) de Carl Schenkel
- 1989 : Hit List de William Lustig
- 1992 : Dolly (Dolly Dearest) de Maria Lease
- 1993 : RoboCop 3 de Fred Dekker
- 1995 : Touche pas à mon périscope (Down Periscope) de David S. Ward : Amiral Dean Winslow
- 1997 : Men in Black de Barry Sonnenfeld
- 1998 : Supersens de Penelope Spheeris
- 1999 : Révélations (The Insider) de Michael Mann
- 2000 : Wonder Boys de Curtis Hanson
- 2002 : Men in Black 2 de Barry Sonnenfeld : Z
- 2002 : Va te faire voir Freddy ! de Tom Green
- 2003 : Bienvenue à Mooseport de Donald Petrie
- 2003 : Love Object de Robert Parigi : Mr Novak
- 2004 : Dodgeball ! Même pas mal ! (Dodgeball: A True Underdog Story) de Rawson Marshall Thurber : Patches O'Houlihan
- 2005 : Une famille 2 en 1 (Yours, Mine and Ours) de Raja Gosnell : Amiral Sherman
- 2006 : Marie-Antoinette de Sofia Coppola (rôle de Louis XV)
- 2006 : Zoom : L'Académie des super-héros : Larraby
- 2007 : Three Days to Vegas : Joe Wallace
- 2007 : Turn the River (en) de Chris Eigeman : Teddy Quinette
- 2008 : The Golden Boys (en) : Capt. Jeremiah Burgess
- 2008 : August : David Sterling
- 2008 : Lucky Days : Bobo
- 2009 : Happy Tears : Joe
- 2009 : American Cowslip : Trevor O'Hart
- 2009 : The Afterlight : Carl
- 2010 : The Legend of Awesomest Maximus : King Looney
- 2010 : Bridge of Names : Tom
- 2011 : Bernie : Clifton L. 'Scrappy' Holmes '

#### Télévision
- 1956-1957 : The Alcoa Hour (2 épisodes)
- 1956-1958 : Kraft Television Theatre (3 épisodes)
- 1956-1958 : The United States Steel Hour (en) (3 épisodes)
- 1957 : The Kaiser Aluminum Hour (1 épisode)
- 1957 : The Seven Lively Arts (1 épisode)
- 1957 : The Restless Gun (1 épisode)
- 1957 - 1961 : Alfred Hitchcock présente (2 épisodes)
- 1958 - 1959 : Playhouse 90 (3 épisodes)
- 1958 : Pursuit (1 épisode)
- 1958 - 1988 : Hallmark Hall of Fame (2 épisodes)
- 1959 : Sunday Showcase (1 épisode)
- 1960 : Thriller (1 épisode)
- 1961 : Frontier Circus (en) (1 épisode)
- 1961 - 1963 : Les Incorruptibles (2 épisodes)
- 1962 : Naked City (1 épisode)
- 1962 : Festival (1 épisode)
- 1962 : The Dick Powell Show (en) (1 épisode)
- 1962 - 1964 : Le Jeune Docteur Kildare (2 épisodes)
- 1963 : Route 66 (1 épisode)
- 1963 : The Lieutenant (1 épisode)
- 1963 : Channing (1 épisode)
- 1963 : Breaking Point (1 épisode)
- 1964 : The Eleventh Hour (en) (1 épisode)
- 1964 : The Great Adventure (en) (1 épisode)
- 1964 : The Reporter (en) (1 épisode)
- 1964 : Ben Casey (1 épisode)
- 1964 : Combat ! (Combat!) (1 épisode)
- 1965 : 12 O'Clock High (en) (1 épisode)
- 1965 : Des agents très spéciaux (2 épisodes)
- 1965 : Rawhide (1 épisode)
- 1971 : Montserrat
- 1971 : Bonanza (1 épisode)
- 1972 : Mannix (1 épisode)
- 1972 : Ghost Story (1 épisode)
- 1977 : Section contre-enquête (1 épisode)
- 1978 : The Eddie Capra Mysteries (1 épisode)
- 1979 : Blind Ambition
- 1982 : Les Bleus et les Gris (The Blue and the Gray)
- 1985 : The Atlanta Child Murders
- 1986 : Dream West
- 1987 : J. Edgar Hoover : Lyndon Baines Johnson
- 1991 : Columbo - Meurtre au champagne (Death Hits The Jackpot) réalisé par Vincent McEveety
- 1994 : Un cœur pour vivre (Heart of a Child)
- 1994 : Nord et Sud 3 (3 épisodes)
- 1995 : The John Larroquette Show (1 épisode)
- 1995 : La Vie à tout prix (1 épisode)
- 1992 - 1998 : The Larry Sanders Show (89 épisodes)
- 1997 : Fox After Breakfast (1 épisode)
- 1997 - 1998 : Contes de l'au-delà (5 épisodes)
- 2002 : Soul Food : Les Liens du sang (1 épisode)
- 2002 : Will et Grace (3 épisodes)
- 2003 : The Lyon's Den (en) (4 épisodes)
- 2006 : New York, section criminelle (1 épisode)
- 2007-2009 : 30 Rock (7 épisodes)

#### Doublage
- 2010 : God of War III (jeux vidéo)
- 2007 : Bee Movie : Drôle d'abeille : Lou lo Duca
- 1997 : Hercule : Zeus

### Comme réalisateur
- 1988 : Allô, je craque (The Telephone, titre québécois Le Téléphone)

### Comme producteur
- 2006 : The Convention
- 2008 : Lucky Days

## Voix françaises
| - Pierre Hatet (*1930 - 2019) dans : - Dar l'Invincible - RoboCop 3 - Men in Black - Men in Black 2 - Bienvenue à Mooseport - Dodgeball ! Même pas mal ! - Jacques Thébault (*1924 - 2015) dans : - Le Roi des rois - Doux oiseau de jeunesse - Les Corrupteurs - Morts suspectes - Georges Atlas (*1926 - 1996) dans : - Le sable était rouge - Extrême Préjudice | - Georges Aminel (*1922 - 2007) dans : - L'Homme qui venait d'ailleurs - La Flambeuse de Las Vegas Et aussi : - Roger Rudel (*1921 - 2008) dans La Gloire et la Peur - Jean-Louis Jemma (*1921 - 1973) dans Le Kid de Cincinnati - Bernard Tiphaine (*1938 - 2021) dans Massacre - Serge Sauvion (*1929 - 2010) dans Y a-t-il enfin un pilote dans l'avion ? - Claude Bertrand (*1919 - 1986) dans Haut les flingues ! - Edmond Bernard (*1921 - 1994) dans Les Chester en Floride - Jacques Deschamps (*1931 - 2001) dans Nadine - Roger Carel (*1927 - 2020) dans Columbo : Meurtre au champagne (téléfilm) - Jacques Frantz (*1947 - 2021) dans Le Prince des rivières - Raoul Delfosse (*1924 - 2009) dans Touche pas à mon périscope - Saïd Amadis dans Wonder Boys - Michel Fortin (*1937 - 2011) dans Marie-Antoinette - Jean-Pierre Castaldi dans Bee Movie : Drôle d'abeille (voix) - Patrice Melennec dans 30 Rock (série télévisée) - Benoît Allemane (*1942 - 2025) dans Hercule (voix) |